# Gerhard Julius Coners
Gerhard Julius Coners (* 17. Oktober 1730 in Reepsholt; † 21. Januar 1797 in Aurich) war ein deutscher evangelischer Theologe.

## Leben

### Familie
Gerhard Julius Coners war der Sohn des Pastors Johann Heinrich Coners (* 15. August 1700 in Friedeburg; † 20. April 1735 in Reepsholt) und dessen Ehefrau Anna Catharina (* 23. Januar 1704 in Reepsholt; † 22. Oktober 1782 ebenda), die Tochter von Julius Gerhard Leiner (1674–1743); er hatte noch drei Geschwister. Nach dem frühen Tod seines Vaters zog seine Mutter nach Wittmund und heiratete 1754 den Lehrer und Organisten Folkert Kray in Buttforde.
1765 heiratete er in erster Ehe Maria Magdalena Henrietta (verw. Tammena) (geb. Bacmeister) († 28. September 1788), Witwe eines Regierungsrates; sie wohnte in dem Wangelinschen Witwenstift in Esens und war vermögend. Am 20. August 1789 heiratete er in zweiter Ehe Christine Charlotte Elisabeth, die Nichte seiner ersten Ehefrau und eine Tochter des landschaftlichen Administrators Gerhard Warsing. Beide Ehen blieben kinderlos.
Sein Leichnam wurde in der Stadtkirche Aurich beigesetzt.

### Werdegang
Gerhard Julius Coners besuchte von 1736 bis 1744 die Lateinschule in Wittmund beim Rektor Hieronymus Brückner. 1744 begann er daraufhin in Aurich eine Ausbildung zum Apotheker und nahm zusätzlich noch Privatunterricht beim dortigen Rektor Schröder. 1751 besuchte er die Lateinschule in Norden und bat den dortigen Rektor, Joachim Gerhard Wiedeburg, um eine Universitätsempfehlung. Darauf bewarb er sich 1752 um das dreijährige landschaftliche Stipendium, das ihm auch gewährt wurde.
Er immatrikulierte sich 1752 an der empfohlenen Universität Halle zu einem Theologiestudium. Nach seiner Dissertation Institutiones hermeneuticae. 5, De Sensv Scriptvrae Sacrae: Ad Breviarii Hermeneutici Cap. I. Paragraph. XVIII - XX., und deren Verteidigung unter Siegmund Jakob Baumgarten kehrte er 1755 zu seiner Mutter und seinem Stiefvater nach Ostfriesland zurück.
Er erhielt kurz nach seiner Rückkehr eine Stelle als Privatlehrer für die drei Kinder der Witwe des Landrichters Kettler in Neustadtgödens. 1757 begleitete er einen der Söhne nach England und blieb zunächst bei einem deutschen Kaufmann, der ein Verwandter des Landrichters war. Während seines Aufenthaltes lernte er den Pastor der deutschen lutherischen Gemeinde kennen und wurde dessen Assistent.
1759 kehrte er nach Ostfriesland zurück und bewarb sich erfolglos um die zweite Predigerstelle in Reepsholt, worauf er als Hauslehrer zum Landrichter Frydach nach Neustadtgödens ging.
Im Juli 1760 ging er nach England zurück und machte die Bekanntschaft mit dem späteren Göttinger Hochschullehrer Gottfried Less. Während seines Londoner Aufenthaltes predigte Gerhard Julius Coners in der lutherischen Gemeinde; er wurde in dieser Zeit jedoch nicht ordiniert.
Am 2. August 1763 kehrte er erneut in seine Heimat zurück und bekam im gleichen Jahr die vakant gewordene zweite Predigerstelle in Esens; am dritten Adventssonntag erfolgte seine Einführung durch den Generalsuperintendenten Johann Ludwig Lindhammer; 1791 erfolgte seine Berufung auf die erste Predigerstelle.
1770 erfolgte seine Ernennung zum Konsistorialrat und zum Kircheninspektor über das Esener Land.
Er unternahm 1777 eine achtwöchige Reise nach Berlin und besuchte dort den Minister Karl Abraham von Zedlitz und den späteren Staatsminister Johann Christoph von Woellner. In Braunschweig traf er sich mit dem protestantischen Theologen Johann Friedrich Wilhelm Jerusalem und in Dessau lernte er die Pädagogen Johann Bernhard Basedow und Christian Heinrich Wolke kennen, mit denen er später einen langen Briefwechsel pflegte.
1784 wurde er zum Wirklichen Konsistorialrat ernannt.
Nach dem Tod des Generalsuperintendenten Johann Friedrich Hähn verwaltete er seit 1789 kommissarisch dessen Geschäfte.
1792 berief ihn König Friedrich Wilhelm II. als erster in Ostfriesland geborenen Generalsuperintendenten für die Grafschaft Ostfriesland und Harlingerland, worauf er nach Aurich umzog; im Amt in Esens folgte ihm der spätere Generalsuperintendent Ludwig Roentgen.
Er schenkte der ostfriesischen Witwenkasse 300 Gulden und dem landschaftlichen Administratorenkollegium 500 Reichstaler.
Als er verstarb, wurde seine Bibliothek, die 5.000 Bände umfasste, noch im selben Jahr versteigert.
Nach seinem Tod folgte ihm Johann Peter Andreas Müller als Generalsuperintendent in Aurich.

### Berufliches Wirken
Gerhard Julius Coners wurde durch seine naturwissenschaftliche Ausbildung zum Apotheker und durch sein Studium an der Universität Halle aufklärerisch geprägt. Dazu kamen seine Erfahrungen in London, wo er mit dem Deismus in Berührung kam und sich intensiv mit aufklärerischer Lektüre befasste, so war er unter anderem ein regelmäßiger Besucher der Londoner Buchhandlungen und erwarb die klassischen Autoren der englischen Aufklärung.
Er beteiligte sich, trotz Kritik durch andere Pastoren, an der Einführung der Aufklärung in Ostfriesland, worauf die scharfen Bestimmungen des Wöllnerschen Religionsedikt (siehe auch Religionsedikt vom 9. Juli 1788) in Ostfriesland kaum Anwendung fanden. Bei seinen Visitationen urteilte er unabhängig und kritisierte auch Geistliche seiner eigenen Tendenz.

## Schriften (Auswahl)
- Christian Gottfried Hase; Franz Jakob Müller; Gerhard Julius Coners: Ad Dvctvm Verborvm Difficiliorvm Ezechiel XIII. 17–21. De Falsae Notae Prophetissis Agentivm. Halae Ad Salam: Typis Grvnertianis, 1753.
- Institutiones hermeneuticae. 5, De Sensv Scriptvrae Sacrae: Ad Breviarii Hermeneutici Cap. I. Paragraph. XVIII - XX. Halae : Gebaver, 1755.
- Johann Friedrich Wilhelm Jerusalem, ‎Gerhard Julius Coners: Lehre von der moralischen Regierung Gottes über die Welt, oder die Geschichte vom Falle. Braunschweig, 1780.
- Versuch einer christlichen Anthropologie. Berlin 1781.
- Das seeligmachende Christenthum. Aurich Winter 1793.
- Überlegungen, Gebete und Lieder. Aurich, 1796.